# Norton, Cheshire
Norton är en stadsdel i Runcorn i kommunen Borough of Halton i grevskapet Cheshire, i England. Norton var en civil parish från 1866 till 1967 då den blev en del av Runcorn och Daresbury. Civil parish hade 126 invånare år 1961. Byar nämndes i Domedagsboken (Domesday Book) år 1086, och kallades då Nortune.